# Adelodrilus multispinosus
Adelodrilus multispinosus är en ringmaskart som beskrevs av Erséus 1979. Adelodrilus multispinosus ingår i släktet Adelodrilus och familjen glattmaskar. Inga underarter finns listade i Catalogue of Life.